# Premi de la combativitat al Giro d'Itàlia
El Premi de la combativitat al Giro d'Itàlia fou instaurada el 2001, sent una de les classificacions secundàries del Giro d'Itàlia. És una classificació que té en compte tots els resultats de totes les classificacions de la cursa.
La classificació no té cap mallot distintiu. S'atorguen diferents punts als finals d'etapa, a les metes volants i als passos de muntanya puntuables. Al final del Giro, el ciclista que obté més punts se l'anomenà Super Combattivo.

## Palmarès
| Any  | Ciclista                   | Equip                               | Punts | Altres mallots  |
| ---- | -------------------------- | ----------------------------------- | ----- | --------------- |
| 2001 | Massimo Strazzer (ITA)     | Mobilvetta Design-Formaggi Trentini | 63    | Punts Intergiro |
| 2002 | Massimo Strazzer (ITA)     | Phonak Hearing Systems              | 74    | Intergiro       |
| 2003 | Freddy González (COL)      | Colombia-Selle Italia               | 51    | Muntanya        |
| 2004 | Alessandro Petacchi (ITA)  | Fassa Bortolo                       | 59    | Punts           |
| 2005 | José Rujano (VEN)          | Selle Italia-Colombia               | 70    | Muntanya        |
| 2006 | Paolo Bettini (ITA)        | Quick Step-Innergetic               | 49    | Punts           |
| 2007 | Leonardo Piepoli (ITA)     | Saunier Duval-Prodir                | 39    | Muntanya        |
| 2008 | Emanuele Sella (ITA)       | CSF Group-Navigare                  | 75    | Muntanya        |
| 2009 | Stefano Garzelli (ITA)     | Acqua & Sapone-Caffè Mokambo        | 45    | Muntanya        |
| 2010 | Matthew Lloyd (AUS)        | Omega Pharma-Lotto                  | 38    | Muntanya        |
| 2011 | Stefano Garzelli (ITA)     | Acqua & Sapone                      | 39    | Muntanya        |
| 2012 | Mark Cavendish (GBR)       | Team Sky                            | 44    | -               |
| 2013 | Mark Cavendish (GBR)       | Omega Pharma-Quick Step             | 49    | Punts           |
| 2014 | Julián Arredondo (COL)     | Trek Factory Racing                 | 37    | Muntanya        |
| 2015 | Philippe Gilbert (BEL)     | BMC Racing Team                     | 42    | -               |
| 2016 | Matteo Trentin (ITA)       | Etixx-Quick Step                    | 50    | -               |
| 2017 | Mikel Landa (ESP)          | Team Sky                            | 60    | Muntanya        |
| 2018 | Davide Ballerini (ITA)     | Androni Giocattoli-Sidermec         | 67    | -               |
| 2019 | Fausto Masnada (ITA)       | Androni Giocattoli-Sidermec         | 74    | -               |
| 2020 | Thomas De Gendt (BEL)      | Lotto-Soudal                        | 55    | -               |
| 2021 | Dries De Bondt (BEL)       | Alpecin-Fenix                       | 53    | -               |
| 2022 | Mathieu van der Poel (NED) | Alpecin-Fenix                       |       | -               |
| 2023 | Derek Gee (CAN)            | Israel-Premier Tech                 |       | -               |
| 2024 | Julian Alaphilippe (FRA)   | Soudal Quick-Step                   |       | -               |
| 2025 | Lorenzo Fortunato (ITA)    | XDS Astana Team                     |       | -               |